# Silveiras
Silveiras là một đô thị ở bang São Paulo của Brasil, trong tiểu vùng Bananal. Đô thị này nằm ở vĩ độ 22º39'52" độ vĩ nam và kinh độ 44º51'10" độ vĩ tây, trên khu vực có độ cao 615 m. Dân số năm 2004 ước tính là 5.616 người.

## Địa lý
Đô thị này có diện tích 415,74 km². A Mật độ dân số é de 13,51 hab/km².
Các đô thị giáp ranh gồm Lavrinhas và Queluz về phía bắc, Areias về phía đông, Cunha về phía đông nam, Lorena về phía tây nam, Cachoeira Paulista về phía tây và Cruzeiro về phía tây bắc.